# شروود (مجموعه تلویزیونی)
شروود (انگلیسی: Sherwood) یک مجموعهٔ تلویزیونی درام جنایی است که در سال ۲۰۲۲ منتشر شد. این سریال بر اساس قتل‌هایی واقعی در ناتینگهام‌شر انگلستان ساخته شده‌است.

## بازیگران
- دیوید موریسی
- لسلی منویل
- رابرت گلنیستر
- کوین دویل
- کلر راشبروک
- لورین اشبورن
- فیلیپ جکسون
- پیپ تورنس
- عدیل اختر
- جوآن فروگات